# Dicranomyia (Dicranomyia) whitei
Dicranomyia (Dicranomyia) whitei is een tweevleugelige uit de familie steltmuggen (Limoniidae). De soort komt voor in het Australaziatisch gebied.